# Ribeirão São Francisco (Paranapanema)
Der Ribeirão São Francisco ist ein etwa 93 km langer linker Nebenfluss des Rio Paranapanema im Norden des brasilianischen Bundesstaats Paraná.

## Etymologie und Geschichte
Der Fluss erhielt seinen heutigen Namen im Zuge der Kolonisierung von Nordparaná erst nach 1946.

## Geografie

### Lage
Das Einzugsgebiet des Ribeirão São Francisco befindet sich auf dem Terceiro Planalto Paranaense (Dritte oder Guarapuava-Hochebene von Paraná).

### Verlauf
Sein Quellgebiet liegt im Munizip Nova Esperança auf 514 m Meereshöhe auf der Serra do Lagarto am nordwestlichen Stadtrand von Nova Esperança.
Der Fluss verläuft in nördlicher Richtung.  
Er fließt auf der Grenze zwischen den Munizipien Santo Antônio do Caiuá und Inajá von links in den Rio Paranapanema. Er mündet auf 254 m Höhe. Die Entfernung zwischen Ursprung und Mündung beträgt 61 km. Er ist etwa 93 km lang.

### Munizipien im Einzugsgebiet
Am Ribeirão São Francisco liegen die sechs Munizpien Nova Esperança und
links: Alto Paraná, São João do Caiuá, Santo Antônio do Caiuá
rechts: Cruzeiro do Sul, Paranacity, Inajá